# George Weah
George Tawlon Manneh Oppong Ousman Weah (* 1. října 1966, Monrovia, Libérie) je liberijský politik a bývalý fotbalista, který byl v prosinci 2017 zvolen prezidentem Libérie.
Dlouhodobě působil v liberijské fotbalové reprezentaci, hrával na postu útočníka. Je dosud jediným africkým držitelem Zlatého míče, který obdržel za své výkony v roce 1995. Ve stejném roce byl zvolen i nejlepším fotbalistou roku podle FIFA.
V roce 2005 neúspěšně kandidoval na post prezidenta Libérie. V prosinci 2014 byl jako první liberijský sportovec, který působil v zahraničí, zvolen do senátu. Je také humanitářem.

## Osobní život
George Weah se narodil a vyrůstal ve slumu Clara Town v Monrovii. Jeho rodiči jsou Anna Quayeweah a William T. Weah. Absolvoval střední školu Muslim Congress a později vysokou školu Wells Hairston High School. Poté pracoval jako operátor liberijské telekomunikační společnosti. Po ukončení fotbalové kariéry a neúspěšné prezidentské kandidatuře se dal na studia v USA, která úspěšně dokončil. Nyní se věnuje politice a je vyslancem dětského fondu UNICEF. V roce 2004 obdržel za svá humanitární úsilí cenu Artura Ashe.
S manželkou Clar Weah, Američankou jamajského původu vychovává dva syny a dvě dcery. Jeho syn George Weah mladší je také fotbalista, nastoupil za reprezentaci USA do 20 let, byl v minulosti na testech v pražské Slavii. Jeho druhý syn Timothy působí v turínském Juventusu.

## Klubová kariéra
Jeho prvním angažmá v Evropě bylo působení ve francouzském klubu AS Monaco, kam ho přivedl bývalý trenér Arsenalu Arsène Wenger. Po čtyřech letech, během nichž vyhrál francouzský pohár (1993), se od pobřeží středozemního moře stěhoval do hlavního města Francie do klubu Paris Saint-Germain FC, se kterým v roce 1994 slavil svůj první ligový titul. V roce 1995 přestoupil do AC Milán. Hned ve své první sezoně v italském velkoklubu se stal nejlepším střelcem Ligy mistrů UEFA. Na konci roku byl navíc vyhlášen nejlepším fotbalistou Evropy i světa a hned v následující sezoně přidal i italský titul. Další přidal v roce 1999. Po odchodu z AC vystřídal v rychlém sledu dresy Chelsea, Manchesteru City a Olympique Marseille. Kariéru ukončil v klubu Al-Jazira ve Spojených arabských emirátech.

## Reprezentační kariéra
V kontrastu s klubovými úspěchy Weaha je jeho působení v dresu liberijského národního týmu. Nejblíže účasti na mistrovství světa byl v roce 2002, ale postup z kvalifikace jemu a jeho spoluhráčům unikl o pouhý bod, o který zaostali za Nigérií.

## Přestupy
- z Tonnerre Yaoundé do AS Monaco za 150 000 eur
- z AS Monaco do Paris St. Germain za 6 500 000 eur
- z Paris St. Germain do AC Milán za 6 900 000 eur
- z AC Milán do Chelsea FC za 7 500 000 eur
- z Chelsea FC do Manchesteru City zadarmo
- z Manchesteru City do Olympique Marseille zadarmo

## Statistika
| Klub                | Sezóna  | Liga   | Liga | Národní pohár | Národní pohár | LM či EL | LM či EL | Celkem | Celkem |
| Klub                | Sezóna  | Zápasy | Góly | Zápasy        | Góly          | Zápasy   | Góly     | Zápasy | Góly   |
| ------------------- | ------- | ------ | ---- | ------------- | ------------- | -------- | -------- | ------ | ------ |
| Mighty Barolle      | 1985/86 | 10     | 7    | 0             | 0             | 0        | 0        | 10     | 7      |
| Invincible Eleven   | 1986/87 | 23     | 24   | 0             | 0             | 0        | 0        | 23     | 24     |
| Tonnerre Yaoundé    | 1987/88 | 18     | 14   | 0             | 0             | 0        | 0        | 18     | 14     |
| AS Monaco           | 1988/89 | 23     | 14   | 10            | 1             | 5        | 2        | 38     | 17     |
| AS Monaco           | 1989/90 | 17     | 5    | 0             | 0             | 7        | 3        | 24     | 8      |
| AS Monaco           | 1990/91 | 29     | 10   | 6             | 5             | 5        | 3        | 40     | 18     |
| AS Monaco           | 1991/92 | 34     | 18   | 4             | 1             | 9        | 4        | 47     | 23     |
| Paris St. Germain   | 1992/93 | 30     | 14   | 6             | 2             | 9        | 7        | 45     | 23     |
| Paris St. Germain   | 1993/94 | 32     | 11   | 3             | 2             | 5        | 1        | 40     | 14     |
| Paris St. Germain   | 1994/95 | 34     | 7    | 8             | 3             | 11       | 8        | 53     | 18     |
| AC Milán            | 1995/96 | 26     | 11   | 3             | 1             | 6        | 3        | 35     | 15     |
| AC Milán            | 1996/97 | 28     | 13   | 3             | 0             | 5        | 3        | 36     | 16     |
| AC Milán            | 1997/98 | 24     | 10   | 8             | 3             | 0        | 0        | 32     | 13     |
| AC Milán            | 1998/99 | 26     | 8    | 4             | 1             | 0        | 0        | 30     | 9      |
| AC Milán            | 1999/00 | 10     | 4    | 2             | 0             | 1        | 1        | 14     | 5      |
| Chelsea FC          | 2000    | 11     | 3    | 4             | 2             | 0        | 0        | 15     | 5      |
| Manchester City     | 2000/01 | 7      | 1    | 2             | 3             | 0        | 0        | 9      | 4      |
| Olympique Marseille | 2001    | 19     | 5    | 1             | 0             | 0        | 0        | 20     | 5      |
| Al Jazira Club      | 2001/02 | 8      | 13   | 0             | 0             | 0        | 0        | 8      | 13     |
| Celkově             | Celkově | 424    | 200  | 62            | 23            | 63       | 35       | 478    | 193    |

## Úspěchy

### Klubové
- 2× vítěz liberijské ligy (1985/86, 1986/87)
- 1× vítěz Ligue 1 (1993/94)
- 2× vítěz Serie A (1995/96, 1998/99)
- 1× vítěz liberijského poháru (1986)
- 3× vítěz francouzského poháru (1991, 1993, 1995)
- 1× vítěz francouzského ligového poháru (1995)
- 1× vítěz anglického poháru (2000)

### Reprezentační
- 2× na APN (1996, 2002)

### Individuální
- 1× Zlatý míč (1995)
- 1× Fotbalista roku (FIFA) (1995)
- 3× Africký fotbalista roku (1989, 1994, 1995)
- 1× BBC African Footballer of the Year (1995)
- 1× nejlepší střelec Ligy mistrů UEFA (1994/95)
- byl zvolen nejlepším africkým fotbalistou 20. století podle novinářů z celého světa
- člen FIFA 100 [3]

## Zajímavosti
- Kvůli incidentu z 20. listopadu 1996, kdy při odchodu do kabin po remízovém zápase proti FC Porto zlomil nos Jorge Costovi, dostal stop na šest mezinárodních zápasů. I přesto však na konci roku obdržel od FIFA cenu Fair Play.
- V roce 2005 kandidoval George Weah na post liberijského prezidenta, ale ve druhém kole ho poměrem hlasů 59,4 % ku 40,6 % porazila Ellen Johnson-Sirleaf.

## Politická kariéra
V roce 2014 kandidoval do Senátu za Shromáždění pro demokratickou změnu (Congress for Democratic Change) v obvodu Montserrado. Dne 20. prosince 2014 přesvědčivě porazil Roberta Sirleafa, syna prezidentky republiky Johnsonové-Sirleafové, a stal se prvním liberijským sportovním internacionálem v zákonodárném sboru. Od voličů obdržel 99 226 hlasů, což představovalo 78% podíl ze 141 volebních místností. Sirleaf na druhém místě získal 13 692 hlasů, respektive téměř 11% podíl.